# Витербезе
«Витербезе» (итал. Unione Sportiva Viterbese 1908) — итальянский футбольный клуб из города Витербо. Выступает в Lega Pro — третьей по силе лиге Италии. Клуб основан в 1908 году, возрождён в 2004 году.

## История
Образован в 1908 году в городе Витербо. В сезоне 1926/27 годов поднимается во вторую региональную лигу из которой вылетает в 1929 году. В сезоне 1967/68 годов клуб впервые выходит в серию D, тем самым перерастает региональную лигу региона «Лацио». В 1971 году повышается в классе до серии С, в которой играет два сезона и снова опускается в серию D.
В сезоне 1994/95 годов клуб получает путёвку в Серию C2, четвёртую лигу, а в сезон 1998/99 годов он поднимается в Серию C1 (третью по силе лигу Италии).
Значительную известность клуб обрёл в 1999 году, когда на должность главного тренера была приглашена женщина — футболистка сборной Италии Каролина Мораче, которая возглавляла клуб на протяжении двух недель, и была вынуждена уйти с должности под давлением СМИ.

## Стадион
Домашние матчи играет на построенном в 1930 году и вмещающем 5 500 зрителей стадионе Энрико Рокки.

## Названия клуба
- 1908—1929: Unione Sportiva Viterbese Calcio
- 1929—1931: Associazione Calcio 115ª Legione M.V.S.N. Viterbo
- 1931—1937: Associazione Sportiva Viterbo
- 1937—1938: Comando Federale G.I.L. Viterbo
- 1938—1939: G.S. G.I.L. Viterbo
- 1940—1950: Associazione Sportiva Viterbo
- 1950—1962: Unione Sportiva Viterbese
- 1962—1964: Unione Sportiva Tuscanviterbese
- 1964—2004: Unione Sportiva Viterbese
- 2004—2006: Associazione Sportiva Viterbo Calcio
- 2006—2013: Associazione Sportiva Viterbese Calcio
- 2013—2014: A.D.C. Viterbese Castrense
- 2014—2016: Società Sportiva Dilettantistica Viterbese Castrense
- 2016—н. в.: Associazione Sportiva Viterbese Castrense